# Ripleys jufferduif
Ripleys jufferduif (Ptilinopus arcanus) is een duif die alleen voorkomt in de Filipijnen.

## Kenmerken
Van deze kleine duivensoort is slechts een enkele vrouwelijk exemplaar bekend. Dit exemplaar was 16,5 cm lang en had een groen met grijs voorhoofd. De randen van de veren over het midden van de vleugel waren geel en vormden een streep. De onderzijde van de staart was geel en het laatste stukje grijs. De snavel van het bewaarde exemplaar was zwartachtig en de poten paarsachtig rood. De vogel lijkt op Leclanchers jufferduif, maar die is groter, heeft roestkleurige onderstaartdekveren, geen vleugelstreep en geen oogring.

## Verspreiding en leefgebied
Het enige bekende exemplaar is van het eiland Negros. Dit exemplaar werd door Rabor gevangen op 1090 meter boven zeeniveau op een steile helling in bergachtig terrein op 1 mei 1953 op Mount Kanlaon en door Ripley in 1955 beschreven. Daarna zijn geen waarnemingen meer gedaan. Daardoor is er weinig ecologisch bekend over deze jufferduif zoals over voortplantingsgedrag en over voedsel. 

## Status
De totale populatie wordt op minder dan 50 exemplaren geschat. Het leefgebied van deze soort is zwaar bedreigd door ontbossing en de duivenjacht. In 1988 was nog 4% van het eiland bebost. Mogelijk is de soort al uitgestorven. Om deze redenen staat de Ripleys jufferduif als ernstig bedreigd (kritiek) op de Rode Lijst van de IUCN.